# 리영화
리영화(李英和,1954년 12월 22일~2020년 3월 28일)는 재일 한국인 북한학자이자, 교수이다.

## 참고 자료
- 新潟日報社・特別取材班 (2004년 10월). 《祈り 北朝鮮・拉致の真相》. 講談社. ISBN 4-06-212621-4. 다음 글자 무시됨: ‘和書’ (도움말);
- 朴春仙 (2003년 2월). 《北の闇から来た男―私の愛した男は「北朝鮮の工作員」だった》. ザ・マサダ. ISBN 4-88397-079-5. 다음 글자 무시됨: ‘和書’ (도움말);
- 李英和 (1993년 11월). 《在日韓国・朝鮮人と参政権》. 双書在日韓国・朝鮮人の法律問題 3. 明石書店. ISBN 4-7503-0556-1. 다음 글자 무시됨: ‘和書’ (도움말);
- 李英和 (1996년 7월) [1994]. 《北朝鮮秘密集会の夜　留学生が明かす“素顔”の祖国》. 文春文庫. 文藝春秋. ISBN 4-16-725002-0. 다음 글자 무시됨: ‘和書’ (도움말);
- 李英和 (1999년 9월) [1995]. 《朝鮮総連と収容所共和国》. 小学館文庫. 小学館. ISBN 4-09-403431-5. 다음 글자 무시됨: ‘和書’ (도움말); 다음 글자 무시됨: ‘李1999’ (도움말);
- 李友情作・漫画 (2003년 8월). 《マンガ金正日入門　拉致国家北朝鮮の真実》. 李英和訳・監修. 飛鳥新社. ISBN 4-87031-575-0. 다음 글자 무시됨: ‘和書’ (도움말);